# Ábelová
Ábelová (maďarsky Ábelfalva, v latině Abel, do roku 1927 Jabelová, v letech 1927–1938 a 1945–1948 Abelová) je obec na Slovensku v okrese Lučenec v Banskobystrickém kraji. Žije zde 213 obyvatel.
V obci se nachází jednolodní klasicistní evangelický kostel s představěnou věží z let 1826–1829 a bývalá neoklasicistní evangelická fara s pamětní síní.

## Poloha
Z geografického hlediska obec leží ve východní části Krupinské planiny, přibližně 18 kilometrů severozápadně od Lučence, v poměrně odlehlé krajině. Severovýchod katastru obce ohraničuje vrch s přírodní rezervací Bralce (817 m n. m.) a jižní okraj vrch Dílce (630 m n. m.). Průměrná nadmořská výška vesnice je přibližně 550 m n. m., její centrum je rozpoložena na západ do údolí Madačky.
Funguje zde pošta, zemědělské družstvo, v místním kostele jsou pravidelně prováděny bohoslužby. Celou obec i s přilehlými částmi obsluhuje autobusová linka č. 423 z Lučence.

### Místní části
Obec se dělí na tři místní části:
- Ábelová
- Madačka
- Nedeliště

## Historie
První písemná zmínka o obci pochází z roku 1275, kde má název Abelfeuld, v roce 1460 je zmíněna jako Abellehota, stávající jméno Ábelová má od roku 1808. Obyvatelé byli zejména rolníci a chovatelé skotu.
Všechny uherské statistiky a záznamy, které se dotýkají národnostního charakteru Ábelové, se shodují v tom, že Ábelová byla vždy slovenskou obcí. Tak ji uvádí již dokument Conscriptio Regni Hungariae secundum loca, religionem et linguam, jussu Augustae Reginae 1772 facta, s. XVIII, pp. 254, který je uložen v Národním muzeu v Budapešti.
Obci se stalo v minulosti vícekrát osudným, že spodní vody se na jejím území nedostávají na povrch v dostatečném množství. Nedostatek vody zapříčinil opakované katastrofální požáry. V současnosti jsou zdejší domy cihlové, s taškovými střechami, ale v 18. století byly zejména ze dřeva a pokryty slámou. To mělo za následek, že v minulosti ves vícekrát vyhořela. Požáry zničily i nejstarší ábelovské matriky. O jednom požáru se zmiňuje i Matej Bel v roce 1742 („Ábelová …vicus annis tamen superioribus, flammis subito, totus deletus...“). Tento požár je zmiňován ve všech kanonických vizitacích a také v Blasyho Acta Ecclesiae Abelovensis . Podle Blasyho byla Ábelová v roce 1700 postižena morem a v roce 1722 požárem. Podrobnosti uvádí též farář Pavel Rell ve své vizitaci ze dne 13. září 1875, kde píše: „Ábelová byla roku 1722 navštívena neštěstím a velikau utpěla škodu, nebe tehdy matrika a zápis shořel“. [ chybí zdroj ] Ještě větší požár vznikl 17. května 1824. O něm psal farář Jan Szeberínyi 20. května 1838 v kánonické vizitaci (Visitatio Ecclesiae Evang. AC Abelovensis).
Začátkem 20. století zde začala fungovat brynzárna. Místní obyvatelstvo se během druhé světové války aktivně zapojilo do SNP.

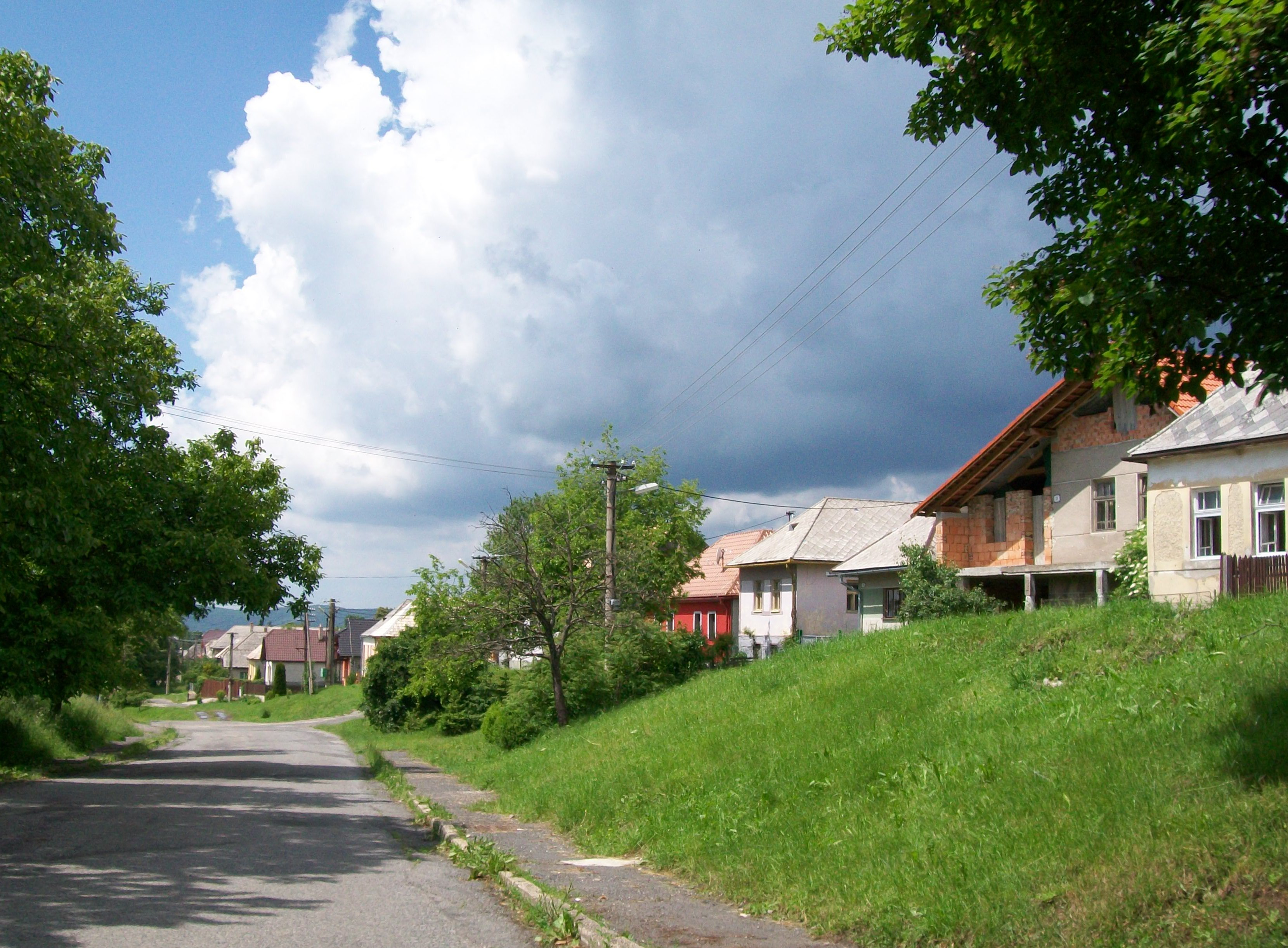
Ulice poblíž centra obce

## Památky
- Evangelický kostel, klasicistní jednolodní stavba se segmentovým uzávěrem presbytáře a věží z let 1826–1829. Věž je ukončena barokní helmicí. Interiér kostela je zaklenut pruskými klenbami. Nachází se zde rokokový oltář a rozsáhlá sloupová architektura z konce 18. století. Centrální obraz Nanebevstoupení Páně pochází od banskobystrického malíře S. Letače. Dále se v interiéru kostela nachází klasicistní kazatelna z první poloviny 19. století a protestantská empora nesená vyřezávanými sloupy, na které se nacházejí malby života Krista.
- Bývalá evangelická fara, pamětní síň Boženy Slančíkovej-Timravy, neoklasicistní objekt ze 20. století.[8]

## Osobnosti spojené s obcí

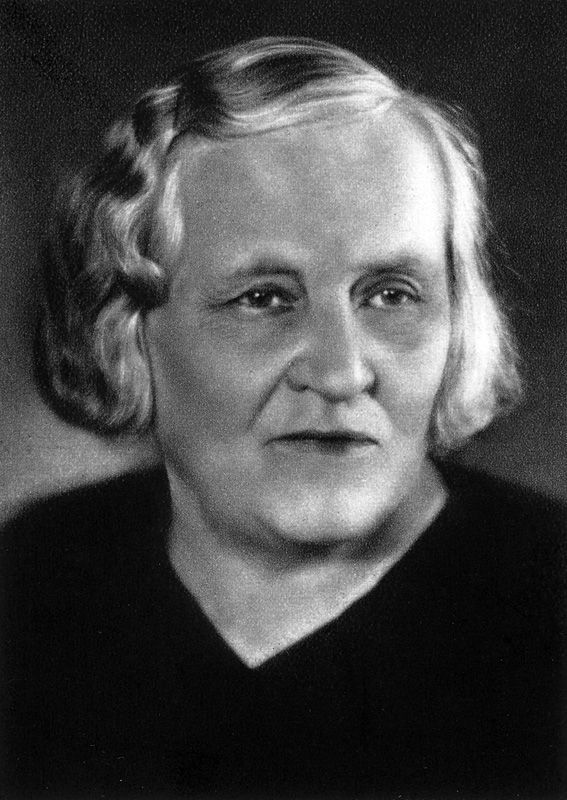
Božena Slančíková-Timrava

### Rodáci
- Anna Kozáková (1953–2000), dramaturgička, ochotnická režisérka a pedagožka
- Ján Šalamún Petian (1799–1855), evangelický kněz, přírodovědec, zakladatel vědecké ornitologie a ochrany přírody v Uhersku

### Působili zde
- Samuel Mikovíny (1686–1750), geograf a polyhistor
- Božena Slančíková-Timrava (1867–1951), spisovatelka, prozaička a dramatička